# Хаген, Марина Анатольевна
Марина Анатольевна Хаген (род. 26 марта 1974, Челябинск) — русская поэтесса.

## Биография
Окончила Челябинский технический университет, по специальности программист. C 2003 живёт и работает в Москве.
Известна прежде всего как автор хайку и текстов в смежных с хайку жанрах (например, хайбун), хотя пробует себя и в более длинных и свободных от жанровых ограничений верлибрах.
Публиковалась в антологиях «Нестоличная литература», «бАб/ищи и глобальное потепление», «An Antology of Contemporary Russian Women Poets», «Антология современной уральской поэзии. 1997—2003», альманахе русских хайку «Тритон», журналах «Урал», «Крещатик» и др. Победитель Всероссийского конкурса хайку (1998).

## Сочинения
- Тени отражений. — СПб.: Геликон Плюс, 2001. — 34 с.
- без наблюдений. — Челябинск: Рекпол, 2002. — 55 с. — Серия «24 страницы современной классики», вып. 2.